# Otto Mohrmann
Otto Mohrmann (* 16. November 1901 in Berlin; † 18. März 1993 in Kulmbach) war ein deutscher Politiker (SPD).
Mohrmann besuchte die Volksschule und die Realschule und verließ diese mit der Obersekundareife. Später besuchte er die Handelshochschule und war als Versicherungsangestellter, Verlagsangestellter und Werbefachmann tätig. 1918 trat er in die Gewerkschaft ein, ein Jahr später in die Sozialistische Arbeiterjugend sowie die SPD. Bis zur Auflösung der Partei 1933 hatte er dort mehrere ehrenamtliche Funktionen inne. Im März 1933 wurde er in die Bezirksverordnetenversammlung von Berlin-Prenzlauer Berg gewählt, zwei Monate später rückte er in die Berliner Stadtverordnetenversammlung nach. Sein Mandat verlor er jedoch durch die Parteiauflösung im Juni 1933. Von 1941 bis 1945 war er in der Pressestelle der Organisation Todt dienstverpflichtet. Nach deren Auflösung ging er nach Kulmbach, wo er zunächst als Geschäftsführer und Treuhänder, später als Redakteur einer Fachzeitschrift tätig war. Mittlerweile in die wiedergegründete SPD eingetreten, gehörte er dem Kulmbacher Stadtrat von 1956 bis 1963 an. Am 19. Dezember 1961 rückte er für den ausgeschiedenen Martin Hirsch in den Bayerischen Landtag nach, 1962 und 1966 gewann er das Direktmandat im Stimmkreis Kulmbach-Stadt und -Land, Stadtsteinach (später Stimmkreis Kulmbach) und war so bis 1970 Landtagsabgeordneter.